# Je cours
«Je cours» — пісня бельгійського співака Stromae. Вона вийшла в його першому студійному альбомі Cheese і є четвертим синглом.

## Чарти

### Щотижневі чарти
| Чарти (2010–2011)           | Пікова позиція |
| --------------------------- | -------------- |
| Бельгія (Ultratop Flanders) | 16             |
| Бельгія (Ultratop Wallonia) | 15             |

### Чарти на кінець року
| Чарт (2011)                 | Позиція |
| --------------------------- | ------- |
| Бельгія (Ultratop Wallonia) | 66      |